# Chelo Matesanz

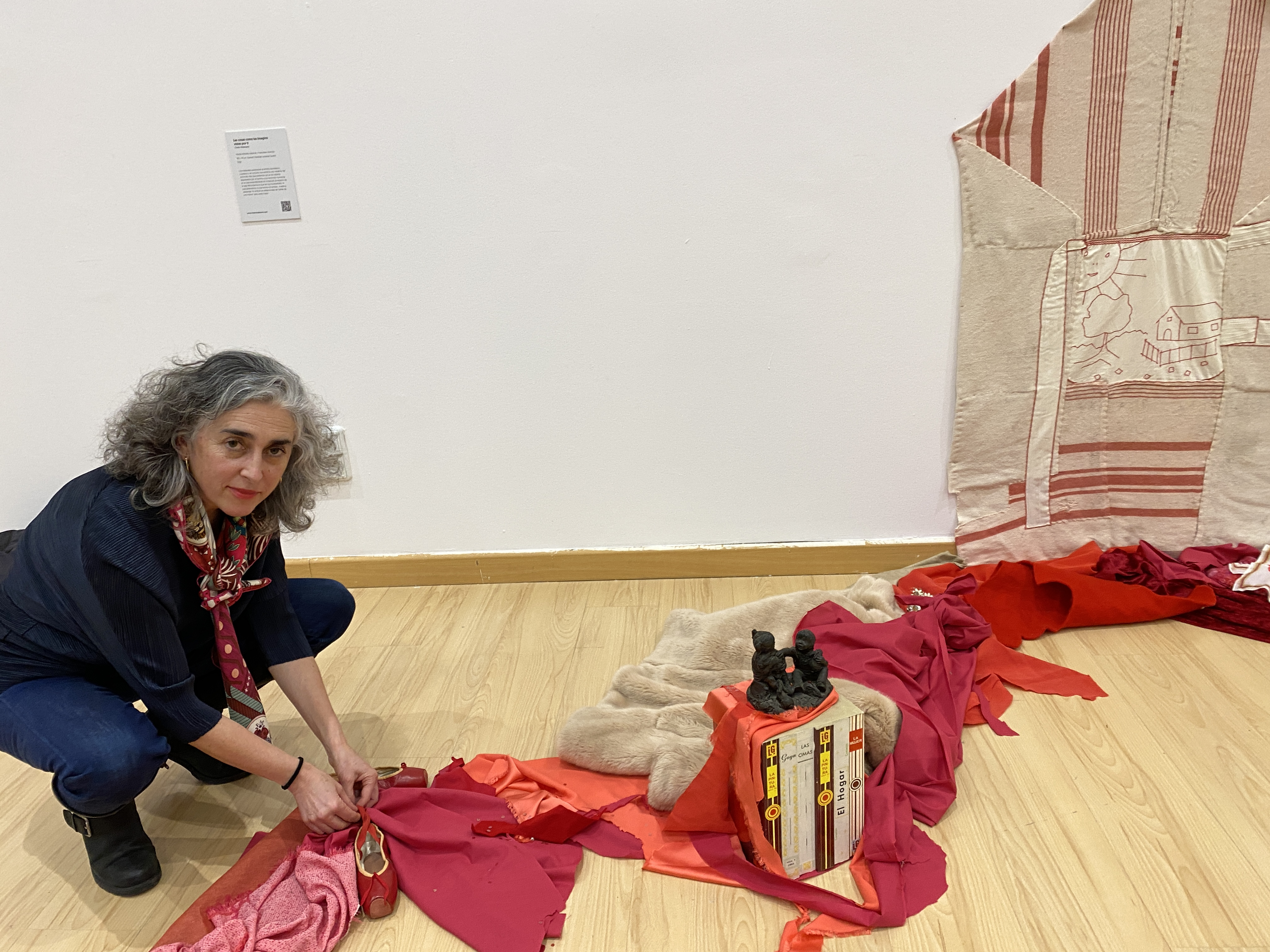
Instalando su obra en Santander en el año 2022

Consuelo Matesanz Pérez (Reinosa, Cantabria, 29 de octubre de 1964) es una artista visual española conocida como Chelo Matesanz, comparte su trabajo artístico con su labor de profesora en la Facultad de Bellas Artes de Pontevedra en Galicia.  

## Trayectoria profesional
Se licenció en Bellas Artes en el año 1989 especialidad Audiovisuales y Pintura en la Universidad del País Vasco PV/EHU. En la misma universidad  obtuvo en el año 1994  un Doctorado en Bellas Artes (tesis: El empleo retórico del objeto. Análisis y experimentación).

## Obra
Ha realizado numerosas exposiciones en el estado español, desarrollando su carrera expositiva tanto en Cantabria, su comunidad de nacimiento, como en Galicia donde desarrolla su carrera docente.   
En su obra inserta y ensambla objetos y textiles configurando su paleta cromática mediante la diversidad de tejidos pigmentados unidos con la técnica tradicional del cosido y pespunte,. Sus trabajos forman parte del denominando  Arte Textil. Su obra tridimensional responde en algunos casos a temas sociales con un lenguaje poético, de compromiso social y de contenido feminista. Su trabajo está concebido desde el  humor, el disfrute y la curiosidad.  
En este extenso artículo en Página Alternativa, vacarizu.es,  en el año 2011, Juan Carlos Román publicó  con varias ilustraciones sobre la poética de Matesanz, desgranando tanto en su obra como en los títulos que la definen. Otra entrevista llena de ironía y humor, Rasparente realizada por la revista Ultradulces.com, ilustrada con numerosas obras de la artista, en ella Matesanz hace un amplio recorrido por su obra y su vida.

Según sus palabras en la entrevista realizada por la artista María Bueno en  la revista de la Asociación Mujeres en las Artes Visuales, MAV, M Arte y Cultura Visual 
Comparto la creación y la docencia casi a partes iguales. De hecho, ambas están unidas y se retroalimentan de tal forma que no podría decir nada a mis alumnos y alumnas si no tuviera una experiencia en el taller. Al poco tiempo de terminar mi formación en Bellas Artes comencé a dar clase en la facultad de Pontevedra por lo que la experiencia, la docencia y el aprendizaje del arte para mí son casi la misma cosa.  

### Exposiciones colectivas
Sun numerosas las exposiciones colectivas realizadas  en instituciones relevantes, en galerías de arte contemporáneo como en diversas ferias a lo largo de los años  tales como la celebrada en Madrid ARCO. 
En el año 2012, en el museo Musac de León formó parte de la histórica exposición Genealogias feministas en el arte español comisariada por Patricia Mayayo y Juan Vicente Aliaga.

## Publicaciones
Cosas que Lee Krasner no llegó a hacer nunca…
Chelo Matesanʐː As miñas cousas en observación por Estrella de Diego .ISBN-13: 978-84-453-5162-8